# Літотамнії
Літотамнії — синонім кам'яних багрянок. Назва «літотамнії» дана за назвою одного з їх родів — Lithothamnium (грец. λίθος — камінь і θάμνος — кущ). Літотамніями називають ті червоні водорості, талом яких по мірі їх росту мінералізується карбонатом кальцію. Поширені переважно в теплих тропічних і субтропічних мілководних морях, але трапляються і в інших. У сукупності з коралами або самостійно іноді складають рифи. У викопному стані відомі з крейдового періоду. Особливого поширення набули в палеоген-неогені. Застарілий синонім літотамній — нуліпорові водорості.